# Pałac w Chwałkowie
Pałac w Chwałkowie – zabytkowy pałac  z drugiej  połowie XIX w. we wsi Chwałków, w Polsce, w województwie dolnośląskim, w powiecie świdnickim, w gminie Marcinowice.

## Historia
Obiekt jest częścią zespołu pałacowego, w skład którego wchodzi jeszcze park.